# 232 Росія
232 Росі́я (232 Russia) — астероїд головного поясу, відкритий 31 січня 1883 року Йоганном Палізою у Відні.